# Хенри VI Ланкастер
Хенри VI (енгл. Henry VI of England; Дворац Виндзор, 6. децембар 1421 — Лондон тауер, 21/22. мај 1471), енглески краљ, последњи монарх из династије Ланкастер, који је наследио круну 1422, када је имао осам месеци. Владавину му је обележила феудална анархија, пошто се бавио само црквеним питањима. Свргнут у династичким борбама, Рату две руже, а убијен је у мају 1471. у лондонском затвору Лондон Тауер. Боловао је од шизофреније.

## Порекло, долазак на престо и феудална анархија
Хенри је био син претходног енглеског краља Хенрија V Ланкастера и Катарине од Валоа, родио се 6. децембра 1421. године.
На престо је дошао када је његов отац умро, 31. августа следеће године. Пошто Хенри тада није имао ни годину дана, почела је борба најкрупнијих феудалаца за утицај и власт. У тој борби су се истицали министар Хамфри (војвода од Глостера), Хенри (кардинал Бофора) и Вилијам де ла Поле (војвода од Сафока). Борба се наставила и после Хенријевог пунолетства 1437. године.
Године 1449. Вилијам де ла Поле је смакнут и појавили су се нови узурпатори Едмунд, војвода од Самерсета и прослављени војсковођа Ричард, војвода од Јорка.

## Стогодишњи рат

### Наставак рата
Хенри према уговору из Троја, по доласку на престо, преузима власт у Француској. Легитимни француски краљ Шарл VII Победник не прихвата уговор из Троја и себе сматра легитимним краљем, па се повлачи на југ, преко Лоаре и наставља борбу против Енглеза. Пошто више није постојала организована француска војска, Енглези су уз помоћ Бургундије лако побеђивали остатке некад славне француске војске. Тада се у Француској јављају два краља: на северу Хенри VI а на југу Шарл VII. Борба између Француза и Енглеза настављана је с променљивим успесима.

### Опсада Орлеана
1428. године Енглези су са знатним снагама предузели нову офанзиву и опсели у октобру те године Орлеан, који је представљао кључ за југ Француске. Око Орлеана заметнута је упорна борба. Појава Јованке Орлеанке је представљала прекретницу у рату са Енглезима.
Око Јованке Орлеанке настало је много легенди. Њену су делатност час идеализовали, као што је то чинила црквено-монархијска традиција, час представљали на сатиричан начин да би разбили католичке легенде, као што је чинио Волтер. Али, данас су извори за ту епоху тако добро проучени да можемо створити јасну представу ко је она била и какву је историјску улогу одиграла.
Јованка Орлеанка била је сељанка из Источне Француске, из села Домремија које је лежало између Шампање и Лотарингије. Њена историјска појава представљала је симптом расположења које је у то време владало међу француским сељаштвом, страшно опустошеним пљачкањем енглеских најамника као и борбом француских феудалних клика, посебно акцијама бургундаца. Сељаци су тада полагали наду у краљевску власт која је имала да протера Енглезе и да прекине с метежом у Француској.
Јованка Орлеанка је била убеђена да се њена мисија састоји у томе да ослободи Орлеан опсаде и да Шарла VII крунише у Ремсу. У томе је она видела извршење божје воље. Ома је веровала да су јој сам бог и његови светитељи указали на њену мисију. Јованка Орлеанка је успела да добије аудијенцију код Шарла VII и да наведе тог неодлучног и слабог човека на енергичну акцију. Омогућили су јој да се стави на чело војске или, тачније, да се придружи трупама које су ишле у помоћ Орлеану. Тврдила је да је добила божје визије и да јој божји глас говори да протера Енглезе. Уз њу су, додуше, били искусни команданти, али је она непосредно учествовала у биткама. Навукла је на себе ритерску ратну опрему, и њена појава на челу војске силно је одушевљавала борце. Њој је пошло за руком да ослободи Орлеан опсаде. Јованки Орлеанки је помогла донекле околност што се положај Енглеза у Француској у то доба погоршао . Успела је подићи морал француске војске у Орлеану, присиливши Енглезе 1429. да одустану од опсаде.

### Порази
Инспирисани Јованком Орлеанком Французи заузимају неколико јаких енглеских упоришта у Лоари.
После тога 8.000 француских војника побеђује 3.000 Енглеза 1429. у бици код Патаја. То је била прва велика француска победа, после које се Шарл VII Победник свечано крунише за краља 17. јула 1429. у катедрали у Ремсу.
После тога Јованка Орлеанка је сматрала да је извршила своју мисију. Како каже Маркс:
она ... је пала пред ноге животиње Шарла VII, молила га да је отпусти... али ју је он задржао да би је и убудуће искористио.

### Погубљење Јованке Орлеанке
Међутим, француски дворани незадовољни порастом утицаја просте сељачке девојке, пожурили су да је се отресу. У бици код Компијења, где је Јованка Орлеанка морала да са својим одредом одступи ка градској капији, нашла се пред затвореним вратима. Бургундци су је заробили и продали Енглезима (1430. године).
Енглези су образовали против ње црквени суд у коме је узело учешћа француско свештенство, првенствено париско. Суђено јој је у Руану, главном граду Нормандије. На челу тог суда био је епископ Кошон (Cauchon; француска реч cochon, која се исто изговара, значи свињу. Зато Маркс и назива председника суда збиља свињом). Јованку су оптужили за чаробњаштво и лажна пророчанства. Можда су је ставили и на муке. Осуђена је на смртну казну и спаљена у Руану 1431. године.
Та смртна казна, ипак, никакве користи није донела Енглезима. Њихова је ствар у Француској била изгубљена.
Општенародни полет који је тако живо дошао до изражаја у делатности Јованке Орлеанке збио је око краља Шарла VII и сељаштво и племство и буржоазију.

### Нови порази
Сјајно започети рат у Француској узимао је сада за Енглезе све гори обрт. Страшна пустошења којима су Енглези изложили несрећну земљу изазвала су општу побуну против освајача. Племство, буржоазија и сељаштво збили су се око краља Шарла VII. Бургундски војвода, који је својим савезом толико олакшао Енглезима њихове прве успехе, раскинуо је савез са Енглеском 1435. године због енглеских покушаја да заузму Низоземску и ступио у савез с Шарлом VII. То означава велику прекретницу у рату. Париз је дотад био под контролом Бургундије, па се тиме враћа Француској. Енглези тиме губе најјачег савезника, а Французи га добијају. Тиме се већ наслућује исход рата, који ће трајати још 19 година после тога. Бургундија је финансијски знатно допринела каснијим француским успесима.

### Крај рата
Енглези су и даље били супериорнији у биткама, па зато Шарл VII спроводи избегавање великих битака тј. фабијанску стратегију и напада се углавном герилски. Енглези су имали много мање војника од Француза, а држање великих територија им је везало мали број војника на много места. Енглези су трпели неуспех за неуспехом и мало помало изгубили све што су освојили у Француској. У самој Енглеској краљевска је власт била у пуном опадању; око престола вођена је дворска борба између феудалних клика за власт, што је погоршало ствар.
У међувремену је француска војска постајала и тактички боља, јер се све више трансформисала у стајаћу војску, која је била много снажнија и моћнија од феудалних војски.
Французи су успели 1449. заузети Руан, а Шербур и Бордо 1451. године. Енглези покушавају при крају рата да поврате Гаскоњу, али безуспешно. Коначно побеђују Французи 1453. у последњој бици код Кастијона. Тиме је био завршен Стогодишњи рат, а Француска ослобођена. Једино је град Кале остао у рукама Енглеза.

## Незадовољство
Док су ратни успеси Хенрија V привремено задржавали народно незадовољство, безобзирно господарење феудалаца, прекомерно повишавање пореза, пљачкање државне касе и срамни неуспеси у Француској за време његовог наследника изазивали су све веће роптање. Ритери, буржоазија и горњи слој сељака желели су јаку власт која би учинила крај феудалној анархији.
Насупрот ланкастерској династији, за чије су владавине безобзирно господарили феудалци, ритери и грађани почели су да подржавају представнике Јоршке династије, крупне земљопоседнике у Енглеској. Далеки рођак краљевског рода војвода Ричард Јоршки био је популаран као способан војсковођа, који је једно време поправио положај Енглеза у Француској. Широки енглески кругови објашњавали су све војне неуспехе његовим опозивањем, до кога је дошло због интрига његових противника на двору. Опште незадовољство довело је до устанка који је захватио југ Енглеске. Центар устанка постала је грофовија Кент.

## Устанак Џека Кеда

### Избијање устанка
Устанак, коме је стао на чело Џек Кед, искусан војник, добио је организован карактер. Парохије су слале оружане одреде; у неким местима власти су скупљале народну војску формалним наредбама. Основну масу устаника чинили су сељаци, али им се придружило и много ритера. Међу њиховим присталицама било је и неколико барона. На челу армије од 20 хиљада људи Џек Кед је кренуо на Лондон.

### Кедов манифест
Кед је имао манифест који је садржавао низ тужби и захтева. Кедов манифест протестовао је против тешких пореза и глоба, против изнуђивања од стране краљевских чиновника, особито при убирању пореза, против незаконитог притиска на изборе и низа других злоупотреба, а исто тако и против неуспешног вођења рата у Француској. Манифест је тражио да се уклоне сва та зла, да се краљу врате краљевски поседи које су разнели феудалци, да се уклоне рђави саветници и да се на власт позове војвода јоршки. Све су то били политички захтеви. Само је један захтев имао социјални карактер — захтев да се укине радничко законодавство.
Преовлађивање политичких захтева и њихов умерени карактер показују да је руководећу улогу на том стадију покрета узео горњи друштвени слој устаника, ритери, који су настојали да истакну програм у коме би се на неки начин могли сложити сви друштвени слојеви који су учествовали у устанку. Основна маса сељака и нарочито сељачки горњи слој могли су се у прво време задовољити тим програмом, јер се феудална експлоатација није појављивала у то време толико у облику непосредног повећавања феудалне ренте колико у облику искоришћавања државног пореског апарата да би феудалне клике опљачкале народ. Зато је политичка реформа била најважнија и за сељаштво.

### Привремени успех
Устанак уперен против крупних феудалаца имао је у почетку знатног успеха. Владине војне снаге показале су се несигурне; устаници су стигли до престонице која им је отворила капије. Џек Кед је предао суду и погубљењу у народу најомраженије краљевске саветнике које су успели да ухвате у Лондону. Али, споразум с лондонском буржоазијом није трајао дуго. Као и у време Вата Тејлора, лондонска је сиротиња устала против својих угњетача и заједно са сељацима почела да пљачка куће и радње богатих трговаца и градских власти. Тада се лондонска буржоазија, на челу с председником општине, латила оружја и уз помоћ тауерског гарнизона потисла устанике из града.

### Гушење устанка
Кедов покушај да се силом врати у Лондон није успео; устаници су неодлучно стајали пред престоницом. Тада су кентербериски надбискуп и други црквени прелати иступили као посредници. У име краља и његовог већа обећали су устаницима пуну амнестију ако се одмах разиђу. Кед, видећи да се његове присталице колебају, распустио је своје одреде, после чега је влада одмах укинула амнестију. Кед је био ухваћен и погубљен, а по читавом Кенту су била подигнута вешала. Појединачни покушаји устанка у другим грофовијама брзо су били угушени.

## Ратови ружа

### Почетак сукоба
Пораз Кедовог устанка и класни сукоби који су настали у време тог устанка приморали су буржоазију и ново племство да напусте наду у широки народни покрет, као у средство борбе против владавине феудалаца. Сада они полажу све своје наде у јоршког војводу и промену династије. Војвода се поред тога ослањао на феудалце који су с њим били у родбинским везама као и на феудалне групе које су биле потиснуте с власти и утицаја на двору. Обе стране почеле су се припремати за оружани сукоб. У мају 1455. године дошло је до прве битке код Сент Олбанса између присталица Јоршке династије и Ланкастераца. У бици су победили Јоркисти. То је био почетак дугог грађанског рата, који је у историји добио назив рата Црвене и Беле руже: у грбу Ланкастера била је црвена, а у грбу Јорка — бела ружа. Земља се поделила на присталице црвене и присталице беле руже. Уз Ланкастере је стала већина крупних феудалаца, нарочито феудалци севера који су се навикли на политичку самосталност и који су имали велике оружане снаге. Уз Јорке је био један део крупних феудалаца економски развијенијег југа, а исто тако већина новог племства и буржоазије који су тежили завођењу јаке краљевске власти. Уосталом, за многе феудалце тај је рат био само изговор за пљачку, разбојништво и јачање своје политичке самосталности. Они су прелазили с једне стране на другу према томе каква им се где корист указивала, према личним везама или завадама. Крај Стогодишњег рата ојачао је војне одреде феудалаца попуњаване најамницима који су остали без посла. Рат двеју ружа било је време највећег пировања феудалне својевоље и безакоња.
Иако су победили у бици код Сент Олбанса Јуркисти нису добили ништа јер је њихову моћ подривала краљица Маргарета. Сукоб је обновљен 1459. године и у бици код Нортемпона у јулу 1460. године Хенри је заробљен и да би се ослободио морао је да се одрекне сина Едварда.

### Пад с власти
Војвода Ричард Јоршки изгубио је главу после пораза код Вејкфилда 30. децембра 1460. године. На чело јоркиста стао је његов син Едвард, деветнаестогодишњи младић, који је показао способности изванредног војсковође. 1461. године он је заузео Лондон, пошто је заробио Хенрија у бици код Сент Олбанса 17. фебруара 1461. године. Лордови који су били с Едвардом прогласили су га за краља 4. марта, а грађани су с радошћу подржавали тај избор. Уз помоћ ритера и богатог сељаштва на југу Енглеске Едвард је нанео одлучан пораз присталицама Ланкастера у бици код Таутона 29. марта, завршивши га страшним покољем побеђених. Едвард је био крунисан у Вестминстеру.

### Између две владавине
Ступањем на престо Едварда IV рат ружа није завршен. Ратне акције су обновљене. Ланкастери су претрпели нов пораз, многи барони-ланкастерци су погинули на губилишту, а њихова имања била конфискована. Али, Едвард није имао поверења ни у бароне-јоркисте и настојао је да створи нову аристократију, привлачећи к себи људе из редова средњих ритера и делећи им титуле и поседе.
За то време се Хенри са сином и супругом скривао у Шкотској код краља Џејмса III од Шкотске. Године 1464. неуспешно је покушао да се врати на престо и на крају је заробљен у близини Клитхироа у јулу 1465. године и затворен у Лондон тауеру.

## Економски развитак Енглеске
Без обзира на све политичке раздоре и ратне неуспехе, економски развитак Енглеске за време Хенријеве владавине ишао је брзим корацима напред. Разуме се, феудални нереди тешко су се одразили на народној привреди, а ратни неуспеси неповољно су утицали на енглеско занатство и трговину. Ипак за време његове владавине запажамо у Енглеској општи пораст производних снага и дубоки друштвени преображај.
У пољопривреди у другој половини XV века готово ишчезава кулук. Копихолдер плаћа новчану ренту. Ритер и сељак-кулак воде своје газдинство помоћу најамних радника. Диференцијација сељаштва и одвајање сеоског лумпенпролетаријата тече брзим темпом.
У то време аренда у пољопривреди почиње да игра све већу улогу. Ликвидација домена на земљи крупних феудалаца створила је за њу нарочито повољне услове. Друга карактеристична појава на енглеском селу постаје прелажење једног дела обогаћених кулака, који су накуповали знатне деонице земље, у редове племства. Често стичу земљу и трговци, зеленаши, занатлије тежећи не само да уносно уложе свој новац, већ да стекну и политички утицај који је био везан с поседовањем земље. Истребљењем феудалне аристократије у Рату двеју ружа појачано је стицање земље од стране буржоазије. Редови новог племства брзо расту, особито у његовој другој половини. Продаја и куповина земље доводи до појаве посредника и до шпекулације земљом. Цена земље скаче. Потрошивши знатне суме новца да би дошли до земље, нови земљопоседници настоје да из ње извуку што већи профит. Једна од препрека томе било је старо феудално сељаштво — копихолдери, који су плаћали утврђене новчане ренте. Ново племство настоји да се ослободи сељака-копихолдера, да би га заменило фармером чија се аренда могла повећавати према уносности пољопривреде. Често се сељачке деонице претварају у широке пашњаке за овце. За време јоршке династије већ почиње процес ограђивања.
Племство које је реорганизовало своје газдинство на новим основама, нови земљопоседници и горњи слој богатог сељаштва били су заинтересовани за јаку краљевску власт.
До крупне промене долази у области занатства. XIV и XV век били су доба преустројства градских еснафа. Особито у XV веку видимо оштро раслојавање у еснафу, отежавање уласка у редове мајстора, претварање калфи у сталне најамне раднике. Уједно с тим почињу да настају и савези калфи. Низ малих еснафских мајстора фактички губи своју самосталност па је приморан да ради за крупне мајсторе и трговце. У градском се занатству све више заоштрава класна борба. Градска управа се затвара у узак круг, усредсређује у рукама еснафских врхова. У борби за обуздавање и потчињавање претпролетаријата још неојачалој градској буржоазији такође је била потребна подршка јаке централне власти.
Али главна линија развитка енглеског занатства текла је мимо градова. Нова форма занатске организације — мануфактура — изграђује се на селу. Град са својим еснафским ограничењима и монополима не представља за њу повољну основицу. Маса сеоских кућних занатлија све се више потчињава богатим трговцима-мануфактуристима. Ту се стварају првобитни облици капиталистичке експлоатације, којој је била потребна енергична државна подршка.
1422. године трговци Ханзе извезли су из Лондона 4.464 трубе (пече) сукна, а 1500. године већ 21.289. Сем тога, и енглески трговци почињу да извозе тканине. Напред је било речи о постанку друштва трговаца-авантуриста. Енглеска све више прелази на активну трговину, на освајање нових тржишта. У XV веку ствара се код енглеских трговаца чврсто убеђење да моћ Енглеске лежи на мору. 1436 г. појавио се Памфлет о енглеској политици, у коме се заступала мисао да је сама природа предодредила Енглееку за поморску трговину и господарење морем; моћ Енглеске и енглеска трговина међусобно су повезани.

## Лични живот
Хенри је био побожан и самотњак, а постоје и тврдње да је у детињству био тврдоглав и непослушан. Највише се бавио црквеним питањима и образовањем, па је подигао Колеџ Итон (1440) и Кингс колеџ у Кембриџу (1441). Априла 1445. Хенри се оженио Маргарету Анжујску.
Имао је период менталног поремећаја од јула 1453. до децембра 1454. године током кога је Ричард од Јорка био лорд заштитник. За време овог менталног поремећаја Хенрију се 13. октобра 1453. године родио син Едвард Вестминстерски, али пошто Ричард није хтео да му врати власт, он је скупио војску и разбио га у бици код Самерсета 1455. године и тако вратио власт. Битка код Самерсета је била повод за ратове ружа.

## Друга владавина и смрт
Међутим, сукоб између Едварда IV и Ричарда Невила, грофа од Ворика, довео је до Хенријевог избављења из Лондон тауера и његовог повратка на престо уз помоћ Ричарда Невила у октобру 1470, а Едвард је побегао из земље, али ускоро се вратио, убио Ричарда Невила и уништио војску краљице Маргарете у бици код Тевкесберија 4. маја 1471. године.
Смрт принца Едварда у тој бици је запечатила Хенријеву судбину, а Хенри је убијен у Лондон тауеру 21. или 22. маја 1471. године.

## Породично стабло
|  |                                                  |  |  |  |  |  |  |  |  |  |  |  |  |  |  |  |
|  | 16. Едвард III Плантагенет                       |  |  |  |  |  |  |  |  |  |  |  |  |  |  |  |
|  |                                                  |  |  |  |  |  |  |  |  |  |  |  |  |  |  |  |
|  |                                                  |  |  |  |  |  |  |  |  |  |  |  |  |  |  |  |
|  | 8. Џон од Гента                                  |  |  |  |  |  |  |  |  |  |  |  |  |  |  |  |
|  |                                                  |  |  |  |  |  |  |  |  |  |  |  |  |  |  |  |
|  |                                                  |  |  |  |  |  |  |  |  |  |  |  |  |  |  |  |
|  | 17. Филипа од Еноа                               |  |  |  |  |  |  |  |  |  |  |  |  |  |  |  |
|  |                                                  |  |  |  |  |  |  |  |  |  |  |  |  |  |  |  |
|  |                                                  |  |  |  |  |  |  |  |  |  |  |  |  |  |  |  |
|  | 4. Хенри IV Ланкастер                            |  |  |  |  |  |  |  |  |  |  |  |  |  |  |  |
|  |                                                  |  |  |  |  |  |  |  |  |  |  |  |  |  |  |  |
|  |                                                  |  |  |  |  |  |  |  |  |  |  |  |  |  |  |  |
|  | 18. Хенри од Гросмонта, 1. војвода од Ланкастера |  |  |  |  |  |  |  |  |  |  |  |  |  |  |  |
|  |                                                  |  |  |  |  |  |  |  |  |  |  |  |  |  |  |  |
|  |                                                  |  |  |  |  |  |  |  |  |  |  |  |  |  |  |  |
|  | 9. Бланш од Ланкастера                           |  |  |  |  |  |  |  |  |  |  |  |  |  |  |  |
|  |                                                  |  |  |  |  |  |  |  |  |  |  |  |  |  |  |  |
|  |                                                  |  |  |  |  |  |  |  |  |  |  |  |  |  |  |  |
|  | 19. Изабела Бомон                                |  |  |  |  |  |  |  |  |  |  |  |  |  |  |  |
|  |                                                  |  |  |  |  |  |  |  |  |  |  |  |  |  |  |  |
|  |                                                  |  |  |  |  |  |  |  |  |  |  |  |  |  |  |  |
|  | 2. Хенри V Ланкастер                             |  |  |  |  |  |  |  |  |  |  |  |  |  |  |  |
|  |                                                  |  |  |  |  |  |  |  |  |  |  |  |  |  |  |  |
|  |                                                  |  |  |  |  |  |  |  |  |  |  |  |  |  |  |  |
|  | 20. William de Bohun, 1st Earl of Northampton    |  |  |  |  |  |  |  |  |  |  |  |  |  |  |  |
|  |                                                  |  |  |  |  |  |  |  |  |  |  |  |  |  |  |  |
|  |                                                  |  |  |  |  |  |  |  |  |  |  |  |  |  |  |  |
|  | 10. Humphrey de Bohun, 7th Earl of Hereford      |  |  |  |  |  |  |  |  |  |  |  |  |  |  |  |
|  |                                                  |  |  |  |  |  |  |  |  |  |  |  |  |  |  |  |
|  |                                                  |  |  |  |  |  |  |  |  |  |  |  |  |  |  |  |
|  | 21. Elizabeth de Badlesmere                      |  |  |  |  |  |  |  |  |  |  |  |  |  |  |  |
|  |                                                  |  |  |  |  |  |  |  |  |  |  |  |  |  |  |  |
|  |                                                  |  |  |  |  |  |  |  |  |  |  |  |  |  |  |  |
|  | 5. Мери Бохун                                    |  |  |  |  |  |  |  |  |  |  |  |  |  |  |  |
|  |                                                  |  |  |  |  |  |  |  |  |  |  |  |  |  |  |  |
|  |                                                  |  |  |  |  |  |  |  |  |  |  |  |  |  |  |  |
|  | 22. Richard FitzAlan, 10th Earl of Arundel       |  |  |  |  |  |  |  |  |  |  |  |  |  |  |  |
|  |                                                  |  |  |  |  |  |  |  |  |  |  |  |  |  |  |  |
|  |                                                  |  |  |  |  |  |  |  |  |  |  |  |  |  |  |  |
|  | 11. Joan FitzAlan                                |  |  |  |  |  |  |  |  |  |  |  |  |  |  |  |
|  |                                                  |  |  |  |  |  |  |  |  |  |  |  |  |  |  |  |
|  |                                                  |  |  |  |  |  |  |  |  |  |  |  |  |  |  |  |
|  | 23. Eleanor of Lancaster                         |  |  |  |  |  |  |  |  |  |  |  |  |  |  |  |
|  |                                                  |  |  |  |  |  |  |  |  |  |  |  |  |  |  |  |
|  |                                                  |  |  |  |  |  |  |  |  |  |  |  |  |  |  |  |
|  | 1. Хенри VI Ланкастер                            |  |  |  |  |  |  |  |  |  |  |  |  |  |  |  |
|  |                                                  |  |  |  |  |  |  |  |  |  |  |  |  |  |  |  |
|  |                                                  |  |  |  |  |  |  |  |  |  |  |  |  |  |  |  |
|  | 24. Жан II Добри                                 |  |  |  |  |  |  |  |  |  |  |  |  |  |  |  |
|  |                                                  |  |  |  |  |  |  |  |  |  |  |  |  |  |  |  |
|  |                                                  |  |  |  |  |  |  |  |  |  |  |  |  |  |  |  |
|  | 12. Шарл V Мудри                                 |  |  |  |  |  |  |  |  |  |  |  |  |  |  |  |
|  |                                                  |  |  |  |  |  |  |  |  |  |  |  |  |  |  |  |
|  |                                                  |  |  |  |  |  |  |  |  |  |  |  |  |  |  |  |
|  | 25. Бона Чешка                                   |  |  |  |  |  |  |  |  |  |  |  |  |  |  |  |
|  |                                                  |  |  |  |  |  |  |  |  |  |  |  |  |  |  |  |
|  |                                                  |  |  |  |  |  |  |  |  |  |  |  |  |  |  |  |
|  | 6. Шарл VI Луди                                  |  |  |  |  |  |  |  |  |  |  |  |  |  |  |  |
|  |                                                  |  |  |  |  |  |  |  |  |  |  |  |  |  |  |  |
|  |                                                  |  |  |  |  |  |  |  |  |  |  |  |  |  |  |  |
|  | 26. Пјер I, војвода од Бурбона                   |  |  |  |  |  |  |  |  |  |  |  |  |  |  |  |
|  |                                                  |  |  |  |  |  |  |  |  |  |  |  |  |  |  |  |
|  |                                                  |  |  |  |  |  |  |  |  |  |  |  |  |  |  |  |
|  | 13. Joanna of Bourbon                            |  |  |  |  |  |  |  |  |  |  |  |  |  |  |  |
|  |                                                  |  |  |  |  |  |  |  |  |  |  |  |  |  |  |  |
|  |                                                  |  |  |  |  |  |  |  |  |  |  |  |  |  |  |  |
|  | 27. Изабела Валоа                                |  |  |  |  |  |  |  |  |  |  |  |  |  |  |  |
|  |                                                  |  |  |  |  |  |  |  |  |  |  |  |  |  |  |  |
|  |                                                  |  |  |  |  |  |  |  |  |  |  |  |  |  |  |  |
|  | 3. Катарина од Валоа                             |  |  |  |  |  |  |  |  |  |  |  |  |  |  |  |
|  |                                                  |  |  |  |  |  |  |  |  |  |  |  |  |  |  |  |
|  |                                                  |  |  |  |  |  |  |  |  |  |  |  |  |  |  |  |
|  | 28. Штефан II, војвода Баварске                  |  |  |  |  |  |  |  |  |  |  |  |  |  |  |  |
|  |                                                  |  |  |  |  |  |  |  |  |  |  |  |  |  |  |  |
|  |                                                  |  |  |  |  |  |  |  |  |  |  |  |  |  |  |  |
|  | 14. Штефан III, војвода Баварске                 |  |  |  |  |  |  |  |  |  |  |  |  |  |  |  |
|  |                                                  |  |  |  |  |  |  |  |  |  |  |  |  |  |  |  |
|  |                                                  |  |  |  |  |  |  |  |  |  |  |  |  |  |  |  |
|  | 29. Elizabeth of Sicily                          |  |  |  |  |  |  |  |  |  |  |  |  |  |  |  |
|  |                                                  |  |  |  |  |  |  |  |  |  |  |  |  |  |  |  |
|  |                                                  |  |  |  |  |  |  |  |  |  |  |  |  |  |  |  |
|  | 7. Изабела Баварска                              |  |  |  |  |  |  |  |  |  |  |  |  |  |  |  |
|  |                                                  |  |  |  |  |  |  |  |  |  |  |  |  |  |  |  |
|  |                                                  |  |  |  |  |  |  |  |  |  |  |  |  |  |  |  |
|  | 30. Бернабо Висконти                             |  |  |  |  |  |  |  |  |  |  |  |  |  |  |  |
|  |                                                  |  |  |  |  |  |  |  |  |  |  |  |  |  |  |  |
|  |                                                  |  |  |  |  |  |  |  |  |  |  |  |  |  |  |  |
|  | 15. Taddea Visconti                              |  |  |  |  |  |  |  |  |  |  |  |  |  |  |  |
|  |                                                  |  |  |  |  |  |  |  |  |  |  |  |  |  |  |  |
|  |                                                  |  |  |  |  |  |  |  |  |  |  |  |  |  |  |  |
|  | 31. Beatrice della Scala                         |  |  |  |  |  |  |  |  |  |  |  |  |  |  |  |
|  |                                                  |  |  |  |  |  |  |  |  |  |  |  |  |  |  |  |
|  |                                                  |  |  |  |  |  |  |  |  |  |  |  |  |  |  |  |